# Ilona

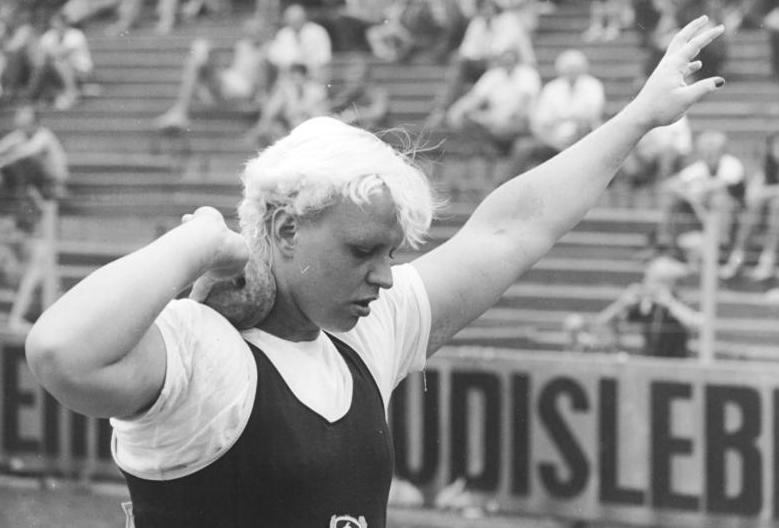
Ilona Slupianek, 1981.

Ilona är en ungersk form av det grekiska namnet Helena som betyder fackla. Ilona betyder "träd" på assyriska.
Den 31 december 2014 fanns det totalt 2 513 kvinnor folkbokförda i Sverige med namnet Ilona, varav 1179 bar det som tilltalsnamn.
Namnsdag: saknas (1986-1992: 17 december)

## Personer med namnet Ilona
- Ilona Gusenbauer, österrikisk friidrottare
- Ilona Popermajer, svensk konstnär
- Ilona Silai, rumänsk friidrottare
- Ilona Slupianek, östtysk friidrottare
- Ilona Staller, ungersk-italiensk porrskådespelare ("Cicciolina")
- Ilona Uhlíková, tjeckoslovakisk bordtennisspelare
- Ilona Usovitj, belarusisk friidrottare